# Île Polymnie
Pour la planète mineure, voir (33) Polymnie.
Pour la muse grecque, voir Polymnie.
L'île Polymnie, en anglais Polymnie Island ou Polymnieli Island, du nom de Polymnie, une muse de la mythologie grecque, est une île inhabitée de l'archipel des Seychelles. Elle fait partie d'Aldabra, un atoll des îles extérieures constituant une réserve naturelle, un site Ramsar et un site du patrimoine mondial de l'Unesco.

## Géographie
L'île Polymnie est la plus petite des quatre îles principales d'Aldabra, un atoll des Seychelles situé dans le sud-ouest du pays, dans l'ouest de l'océan Indien. De forme allongée dans le sens est-ouest, elle est située dans le nord-ouest de l'atoll. Elle est séparée de l'île Picard à l'ouest par la Grande passe et de l'île Malabar à l'est par la passe Gionet, deux chenaux faisant communiquer le lagon de l'atoll avec la pleine mer.
La côte nord de l'île est tournée vers le large tandis que celle du Sud, constituée d'une mangrove formée de palétuviers,, est tournée vers le lagon d'Aldabra. L'intérieur de l'île est constitué d'un calcaire d'origine corallien dont l'altitude ne dépasse pas huit mètres, Aldabra étant un atoll surélevé dont l'ancien récif corallien est désormais émergé,. Ce calcaire fortement érodé prend un aspect déchiqueté, formé d'arêtes coupantes et de cavités remplies d'eau douce et saumâtre,. Le sol mince supporte une végétation relativement basse essentiellement représentée par des filaos et Pemphis acidula. Ces espèces végétales sont adaptées à la sécheresse du climat tropical de ce secteur de l'océan Indien.

## Histoire
Probablement découverte par des marins arabes à la fin du Moyen Âge, l'île Polymnie est connue de manière certaine en 1517 lorsqu'Aldabra apparaît pour la première fois sur des cartes portugaises.
L'île n'a jamais été habitée contrairement à l'île Picard juste à l'ouest qui comporte une station scientifique ainsi que les ruines d'un campement